# ابن ذوات (فلم)
ابن ذوات هو فيلم موسيقي مصري من إخراج حسن الصيفي وبطولة نجاح سلام، إسماعيل ياسين، كيتي، عبد السلام النابلسي، ميمي شكيب، زوزو شكيب، سراج منير وإستفان روستي. صدر الفيلم في 1 أكتوبر 1953.

## نبذه
يرى العم أن يزوج ابن أخيه لعلّ هذا الزواج يبعده عن الحياة اللاهية، ويبحث عن فتاة تقبل أن تتزوج مثل هذا الشاب، ولكن الفتاة التي وقع اختياره عليها تقع في مشكلة مع والدها الذي يقف عقبة في زواجها من الإنسان الذي تحبه، يحاول مقابلة الفتاة لإقناعها بأن تقبل الزواج من ابن أخيه.

## طاقم العمل
- نجاح سلام بدور نجاح حافظ
- إسماعيل ياسين بدور إسماعيل ياسين
- كيتي بدور كيتي
- عبد السلام النابلسي بدور شريف
- زوزو شكيب بدور حبهانة
- سراج منير بدور حافظ
- إستفان روستي بدور شمعون ليشع
- محمد التابعى بدور عبد الرحيم بيه

## وصلات خارجية
- مقالات تستعمل روابط فنية بلا صلة مع ويكي بيانات